# 下橫坑
下橫坑，是臺灣新竹縣關西鎮的一個傳統地域名稱，位於該鎮西南部。相較於今日行政區，其範圍大致與新力里相近。
本地區全境屬於鳳山溪支流下橫坑溪流域範圍。

## 歷史
台灣清治末期至日治初期，下橫坑地區為一街庄，稱為「下橫坑庄」，隸屬於竹北二堡。該庄西北邊及北邊凸出部分西側與下南片庄為鄰，北邊凸出部分東側及東北邊分別以鳳山溪支流下橫坑溪及丘陵地與坪林庄為界，東與上橫坑庄為鄰，南邊為王爺坑庄為界，西邊為中坑庄、水坑庄。
1901年（日治明治三十四年）11月，全台廢縣廳改設二十廳，該庄隸屬於新竹廳。1909年（明治四十二年）10月，合併二十廳為十二廳，該庄隸屬不變。1920年（大正九年），廢十二廳改設五州二廳，該庄改制為「下橫坑」大字，隸屬於新竹州中壢郡關西庄。1941年，關西庄升格為關西街。
戰後關西街改制為關西鎮，隸屬於新竹縣，大字亦改制為里。1950年桃、竹、苗分治，關西鎮隸屬不變。

## 交通
國道3號又稱「福爾摩沙高速公路」，是貫穿台灣西部的兩條縱向高速公路之一，大致以東北－西南走向蜿蜒經過下橫坑地區中部偏西北地帶。境內未設交流道，東北側最近的是位於店子岡連通縣道118號的關西交流道，西南側最近的是位於柯子林縣道120號交會口的竹林交流道，由此等進入可快速前往台灣西部各地。
鄉道竹21線是石岡子至芎林的道路，大致以縱向轉東北—西南走向蜿蜒經過本地區中部偏西北地帶，向北可前往坪林、石岡子並止於縣道118號路口，向西南可前往水坑、芎林市區並止於縣道123號路口。